# 钱君匋
钱君匋（1907年1月5日—1998年8月2日），小名玉棠，学名锦堂，字君匋，号豫堂，笔名宇文节、牧风、程朔青、白蕊先等，室名有丛翠堂、新罗山馆、抱华精舍、无倦苦斋等，原籍浙江海宁，生于浙江桐乡，中国封面装帧家、篆刻家、书法家、诗人、散文家、画家及收藏家。

## 生平
钱君匋原籍浙江海宁，生于桐乡屠甸镇。青年时代，曾在浙江、上海一些中小学任教。1927年至1934年间，在上海开明书店担任美术编辑，并在澄衷中学、同济大学和复旦大学兼任美术和音乐教员。期间从事书法、刻印、书籍装顿和教学工作，还进行文艺创作。主要的作品有：新诗集《水晶座》（上海亚东图书馆），散文集《素描》（上海神州国光社）、 《战地行脚》（文化生活出版社），创作歌曲集《搞花》 、《金梦》（上海开明书店）及音乐、美术等著作十余种。
1938年到万叶书店任编辑主任，编辑出版《文艺新潮》月刊，宣传抗日思想。后为日本方面勒令停刊。同时编辑出版了《文艺新潮小丛书》，收有巴金、靳以、丰子恺、臧克家等人的作品，又选编解放区文艺选集《第一年》和《第一年续编》。组织出版了音乐论著及作品二百余种，美术论著及作品数十种。

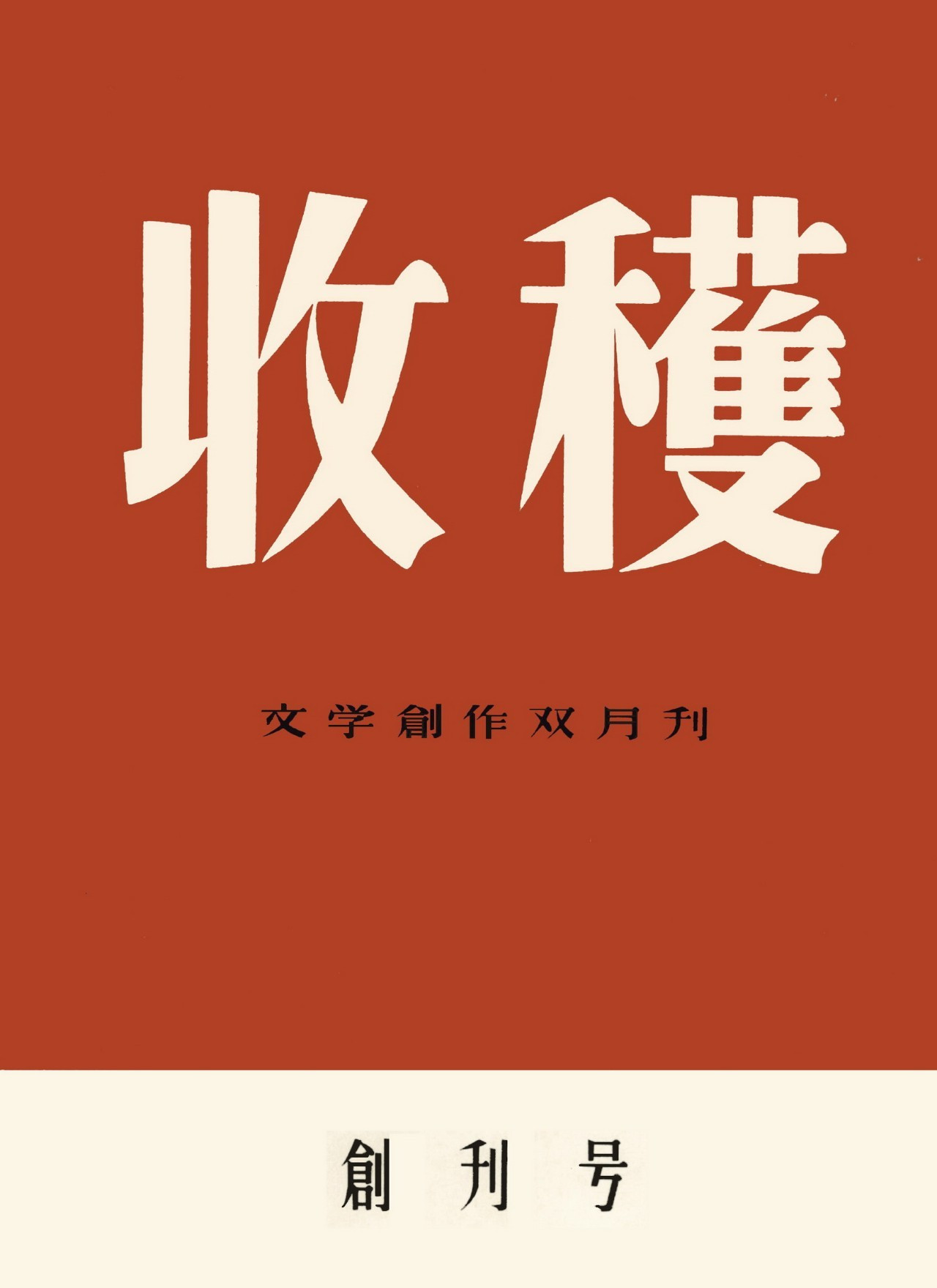
《收获》创刊号封面（1957年7月24日），由钱君匋设计。

中共建国后，任上海音乐出版社总编辑、北京音乐出版社副总编辑。后调上海文艺出版社工作，主要从事美术创作和研究。任上海市文联委员、上海文史馆馆员、中国音乐家协会、中国美术家协会会员和上海分会会员及常务理事，上海书法刻研究会会员，杭州西泠印社副社长、上海第三、四届政协委员。除为各地报刊设计封面外，又发表了大量关于美术方面的短文。出版过《长征印谱》（上海人民美术出版社）、《鲁迅印讲》（广东人民出版社）、《鲁迅笔名印集》 （浙江美术学院西泠艺苑）、《民间刻纸集》（百叶书店）、《君匋书籍装帧艺术选》（人民美术出版社）等美术作品集。
1976年10月后，以古稀之年坚持著文作画。1998年8月2日于上海去世。

## 家庭
其妻为陈学鞶，育有三子：长子钱大绪、二子钱正绪、三子钱茂绪。